# Omen
Omen je četvrti studijski album norveškog unblack metal sastava Antestor. Album je 16. studenog 2012. objavila diskografska kuća Bombworks Records.

## Pozadina
Nekoliko se novih članova pridružilo sastavu 2010. godine: Thor Georg Buer (basist), Jo Henning Børven (bubnjar), Robert Bordevik (gitarist) te Nickolas Main Henriksen (klavijaturist). Probe su započele u lipnju iste godine te je Antestor nastupao na festivalu Nordic Fest u Oslu od 28. do 30. listopada. Antestor 4. studenog 2010. izjavljuje kako je potpisan ugovor s diskografskom kućom Bombworks Records.
Pretprodukcija je započela 2010. godine te se uglavnom odvijala u kući vokalista Ronnyja Hansena (znanog kao Vrede). Naslovnicu albuma čini slika poljskog slikara Zdzisława Beksińskog te prikazuje deformirano čovjekoliko biće s mnogo prstiju kako svira trubu.
Omen je dobio pozitivne kritike glazbenih kritičara, koji su posebno pohvalili glazbene sposobnosti izvođača te progresivni zvuk albuma; u pogledu žanra, kritičari su izjavili kako je glavno obilježje albuma black metal, iako sam sastav više preferira općenitiji izraz ekstremni metal.
Kako bi podržao album, sastav u siječnju 2013. odlazi na turneju u Brazil, no zadesile su ga određene poteškoće; nastup u Belému bio je otkazan zbog određene bankarske greške, a u Belo Horizonteu sastav su napali nasilni prosvjednici koji su negodovali zbog kršćanske vjeroispovjesti članova sastava te je radi toga policija morala odvesti članove na sigurno. Unatoč svim preprekama, članovi Antestora turneju su smatrali uspješnom te su izjavili da nisu neprijateljski nastrojeni prema svojim napadačima.
Sastav 17. veljače 2013. objavljuje glazbeni spot za pjesmu "Unchained".

## Snimanje
S izuzetkom bubnjeva te folklorne instrumentalne skladbe "Tilflukt", cijeli je album snimljen u Hansenovoj kući u Norveškoj. Bubnjeve je snimio Børven u svojoj kući, dok je pjesmu "Tilflukt" snimio i miksao Erik Normann Aaonsen u studiju Salvation Room. U intervjuu s časopisom HM Antestor objašnjava kako su članovi imali problema oko odabira adekvatnog studija te slobodnog vremena kad bi svi članovi mogli snimati. Budući da su Buer i Børven imali potrebnu opremu za snimanje, grupa je odlučila samostalno snimiti album. Skupina je izjavila da je Buer "uistinu preuzeo teret radnog opterećenja te nam je omogućio da samostalno snimimo album." Pretprodukcija je počela 2010. godine te je Antestor 4. rujna iste godine na svoju službenu Facebook stranicu prenio videozapis koji je prikazivao snimanje albuma. Tijekom snimanja basist Thor Georg Buer napustio je sastav u svibnju 2011. godine zbog obaveza sa svojim drugim sastavom Grave Declaration te ga je na albumu zamijenio Aanonsen. Nakon nekoliko mjeseca, Buer se ponovno pridružio sastavu, ovaj put kao gitarist, kako bi zamijenio Roberta Bordevika koji je u to doba privremeno napustio grupu. Kršćanska web-stranica Indie Vision Music 23. lipnja 2012. godine objavljuje videozapis koji prikazuje daljnje snimanje albuma sastava. Snimanje albuma službeno je završeno 31. srpnja 2012. Buer 25. kolovoza 2012. izjavljuje kako ponovno napušta sastav; ovog puta to čini kako bi se mogao usredotočiti na učenje (pošto je u to doba bio student). U rujnu Erik Tordsson završava miksanje i mastering albuma u studiju Solid Mix u dvorcu Teleborg u gradu Växjö, Švedskoj.

## Glazba i tekstovi
Glazba na albumu uglavnom pripada žanru black metala, iako još uvijek zadržava utjecaje thrash metala, doom metala i skandinavske folklorne glazbe koji su karakterizirali prethodna glazbena izdanja skupine. Na Omenu Antestor se koncentrira na brutalniji i eksperimentalniji glazbeni izričaj; većina je vokala vrištana ili growlana, osim na pjesmi "Unchained" koja sadrži pjevane vokale, te Andy Synn sa stranice No Clean Signing izjavljuje da "zvuče vrlo "Pink Floydovski"". Synn smatra album mješavinom agresivnom izvedbom Dark Funerala te više tehničke i atmosferične izvedbe Dark Fortressa. Scott Waters, koji je pisao članak za HM, opisuje album kao "progresivni, post-black/ekstremni metal koji slika mračan i sumoran pejzaž s nadobudnim tekstovima." Victimer, glavni urednik češkog webzinea Echoes, opisuje Omen kao black metal album s utjecajima thrash metala. Sam Antestor ne smatra da album spada pod žanr black metala te izjavljuje kako preferiraju izraz "ekstremni metal". Sastav izjavljuje u HM-u:
Pjesma "Treacherous Domain" sadrži spore rifove inspirirane doom metalom, dok skladbe poput "In Solitude," "The Kindling," i "Benighted" sadrže više tehnički i progresivniji black metal stil. "Tilflukt" je kratka folklorna instrumentalna skladba na koju se nastavlja double-bass bubnjanje pjesme "Benighted". Synn za pjesmu "Remnants" izjavljuje kako razvija "grube, kutne udarce ritma koji bi se dobro uklopili na bilo kojem Gorgorothovom albumu"; pjesmu "Tilflukt" uspoređuje s glazbom sastava Windir te za skladbu "Mørkets grøde" izjavljuje da sadrži odjeke ranog doba grupe Satyricon.
Osim pjesme "Mørkets grøde" i instrumentalne skladbe "Tilflukt", svi tekstovi pjesama napisani su na engleskom jeziku. Zuza Steck iz poljskog časopisa Musick Magazine napominje kako tekstovi pjesama sadrže "unblack" kršćanske poruke te da Antestor pokazuje kako sastav može održavati ekstremnu atmosferu a ipak sadržavati drugačije tekstove (od uobičajenih black metal sastava). Antestor je u vezi tematike tekstova izjavio: "Mi smo kršćani, ali smo ujedno i obični ljudi. Mislimo da se svatko može poistovjetiti s dijelovima naše glazbe i tekstova, jer zbilja svatko – jednako i kršćani i nevjernici – nekad prolaze kroz teška i užasna vremena. Gospodin ne kaže da nećemo doživjeti teška vremena kao kršćani, nego da će On biti s nama i provesti nas kroz njih te je to veliki dio Antestorove poruke."

## Naslovnica
Naslovnica albuma prikazuje sliku poljskog nadrealističkog slikara Zdzisława Beksińskog. Slika prikazuje deformirano, čovjekoliko biće s mnogo prstiju kako svira trubu. Sastav objašnjava da je odlučio iskoristiti tu sliku kao naslovnicu albuma jer: "Naša glazba predstavlja razbijene i čudovišne osjećaje naše ljudskosti, poput ove prikaze na slici. Činila se vrlo pogodnom naslovnicom za naš povratak nakon sedam godina tišine."

## Promocija i turneja
U svrhu promocije albuma, sastav 17. veljače 2013. objavljuje glazbeni spot za pjesmu "Unchained" Direktor spota bio je Alexandre Spiacci. Ovo je ujedno i prvi glazbeni spot grupe. Antestor je nastupio na nekoliko koncerata tijekom i nakon snimanja Omena. Sastav je 5. ožujka 2011. godine nastupio na festivalu Elements of Rock u Usteru, Švicarskoj. Iako taj koncert nije prošao najbolje zbog vrlo lošeg ozvučenja, sastav ga je smatrao uspješnim. Tijekom 2011. i 2012. godine Antestor je nastupio na nekoliko mjesta u Norveškoj, Nizozemskoj i Njemačkoj. Nakon završetka Antestorove brazilske turneje, 30. siječnja 2013. objavljeno je kako je klavijaturist Nickolas Main Henriksen napustio grupu zbog zdravstvenih razloga; sastav je napomenuo kako neće tražiti zamjenu. Sastav 15. lipnja 2013. nastupa u gradu Pieksämäki u Finskoj.

### Brazilska turneja
U siječnju 2013. Antestor je otišao na turneju u Brazil kako bi promovirao Omen. Izvorno je bilo dogovoreno sedam koncerata - u gradovima Jundiaí, São Paulo, Curitiba, Belém, Vitória, Belo Horizonte, i Rio de Janeiro. Međutim, koncert u Belému bio je otkazan zbog bankarske greške čime je avionska karta sastava prestala vrijediti.
Dok je Antestor nastupao u Belo Horizonteu, na koncertu su se okupili sotonistički black metal obožavatelji koji su protestirali protiv kršćanske vjeroispovjesti članova sastava. Sastav je primio preko tristo napisanih prijetnji koje su uključivale i prijetnje smrću još od najave turneje u listopadu 2012. godine. U Belo Horizonteu se okupilo otprilike stotinjak prosvjednika izvan mjesta gdje se održavao koncert koji su držali transparente, vikali "Jebi se, Antestore!" (Fuck Antestor!) te su prijetili da će ubiti i članove sastava i sve one koji su otišli na njihov koncert. Izvan koncertne prostorije stajalo je oko 30 čuvara, no situacija je eskalirala kada su prosvjednici pokušali upasti u zgradu. Brodevik, gitarist sastava, izvjestio je da su prosvjednici na njega i njegove kolege iz sastava pljuvali, tukli ih i udarali. Dok su prosvjednici pokušali provaliti kroz vrata, sastav je čekao dolazak policije te su ih izvela dva naoružana policajca koji su nosili neprobojne prsluke. Minibus koji je čekao iza izlaza na drugoj strani zgrade imao je probušene gume pa je sastav morao izaći kroz glavni ulaz. Policija je ispalila hiceve upozorenja te su formirali obrambeni krug čime su omogućili sastavu da pobjegne u taksiju koji ih je čekao.
Nakon incidenta, Brodevik je opisao svoju i situaciju ostalih članova kao "ulovljeni poput miševa." Iako je rekao da je sastav naviknut na mržnju Biblije i kršćanstva od strane društva obožavatelja ekstremnog metala, sastavu se nikad prije ovako nešto nije dogodilo. Aanonsen, basist i otac troje djece, objasnio je da iako je razumio da bi turneja mogla završiti njegovom smrću i smrću ostalih članova, kad je konačno izbilo nasilje u Belo Horizonteu ostao je potpuno, neočekivano miran. U prisjećanju je primijetio da iako ga je incident pomalo uplašio, koncert u Belo Horizonteu bio mu je najbolje iskustvo u životu, pošto su svi obožavatelji "odbijali" doći na njega. Također je napomenuo da je radi napada sastav postao "dvostruko veći (poznatiji)" u Brazilu nego što je to bio prije incidenta. U kratkom pregledu koncerta, sastav je na Facebooku izjavio:

## Popis pjesama
| 1.    | »Treacherous Domain«                 | Vrede                 | Robert Bordevik               | 5:32 |
| 2.    | »Unchained«                          | Vrede                 | Vemod                         | 3:56 |
| 3.    | »In Solitude«                        | Vrede                 | Thor Georg Buer, Vemod        | 4:33 |
| 4.    | »The Kindling«                       | Vrede                 | Vemod                         | 5:25 |
| 5.    | »Remnants«                           | Vrede                 | Bordevik                      | 6:00 |
| 6.    | »All Towers Must Fall«               | Erik Normann Aanonsen | Vemod, Aanonsen               | 6:48 |
| 7.    | »Torn Apart«                         | Vemod, Vrede          | Vemod                         | 4:19 |
| 8.    | »Tilflukt« (Utočište (instrumental)) |                       | Aanonsen                      | 3:42 |
| 9.    | »Benighted«                          | Vemod, Vrede          | Vemod, Morten Sigmund Magerøy | 4:51 |
| 10.   | »Mørkets grøde« (Tamno tlo)          | Buer                  | Vemod, Aanonsen, Buer         | 5:59 |
| 51:11 |                                      |                       |                               |      |

## Recenzije
Omen je dobio pozitivne kritike glazbenih kritičara. Pohvalili su bubnjanje na albumu, izjavljujući da je Børven bio u stanju parirati i Blombergovoj vještini. Steven Ecott sa stranice Cross Rhythms pohvalio je bubnjanje, gitarističke dionice i grube vokale. Zaključio je da je "'Omen' udah čistog zraka u dosta ustajaloj i zagušljivoj sobi u kojoj se black metal odmara." Scott Waters iz HM-a napisao je da su "glazbene sposobnosti bez zamjerki. Jednostavno svirati tako brzo i točno, čak i za četverominutno napregnuće, traži puno više od talenta. To traži vještinu i izdržljivost. Većina glazbe na Omenu prikazuje tu vještinu i izdržljivost te sigurno postiže ono što je trebala postići."
Victimer, iz Echoesa, veličava Antestorov široki, neortodoksni glazbeni pristup. Andy Synn, sa stranice No Clean Singing, nakon dugačke recenzije pjesama poimence zaključuje kako je "jasno da je Antestor presuo sve svoje [umijeće] u ovaj album, fizički i emocionalno, učeći iz svojih prethodnih uspona i padova, kako bi stvorili album impresivne dubine i detalja vulkanske srži rastopljene metal strasti."
Eric Strother sa stranice Untombed izjavio je da je "ovaj sastav snažan kao i uvijek. Omen visoko preporučam ne samo obožavateljima (un)black metala, već i svakome koji može izdržati ekstremne vokale te koji je obožavatelj dobro stvorenog i kreativnog metala." Međutm, Strother je također izjavio da osobno misli kako je bas-gitara zakopana u miksu albuma te da je to pomalo umanjilo vrijednost gotovo savršenog albuma. Zuza Stecka iz časopisa Musick Magazine izjavila je kako je album sigurno vrijedan sedmogodišnjeg iščekivanja od posljednjeg Antestorovog glazbenog izdanja te da se glazbene vještine članova na albumu ne bi trebale podcjenjivati. Stecka je međutim napomenula da gitarističke solo dionice nisu bile potpuno impresivne te da su na nekim mjestima zvučale kao da su bile napravljene pod prisilom i snimljene jer si je tako sastav postavio pravila.

## Zasluge
| Antestor - Vemod – vokali, gitara - Vrede – vokali - Jo Henning Børven – bubnjevi - Robert Bordevik – gitara, prateći vokali - Nickolas Main Henriksen – sintesajzer - Erik Normann Aanonsen – bas-gitara - Thor Georg Buer – gitara | Dodatni glazbenici - Jo Einar Sterten Jansen – violina Hardanger - Morten Sigmund Magerøy – vokali Ostalo osoblje - Vegar Bakken – dizajn knjižice albuma - Ina Anett Husom Larsen – fotografija - Erik Tordsson – miksanje, mastering |